# St. Tammany Parish
Das St. Tammany Parish (französisch Paroisse de Saint-Tammany) ist ein Parish im Bundesstaat Louisiana der Vereinigten Staaten. Im Jahr 2020 hatte das Parish 264.570 Einwohner und eine Bevölkerungsdichte von 174,9 Einwohner pro Quadratkilometer. Der Verwaltungssitz (Parish Seat) ist Covington.

## Geographie
Das Parish liegt im Südosten von Louisiana, grenzt im Osten an Mississippi, ist im Südosten etwa 30 km vom Golf von Mexiko entfernt und hat eine Fläche von 2911 Quadratkilometern, wovon 699 Quadratkilometer Wasserfläche sind.
Das Parish liegt am Nordufer des Lake Pontchartrain, dem größten Brackwassersee der USA. Im Osten bildet der Pearl River die Grenze zum Bundesstaat Mississippi.
Das St. Tammany Parish grenzt an folgende Parishes und Countys:
|                   | Washington Parish | Pearl River County (Mississippi) |
| Tangipahoa Parish |                   | Hancock County (Mississippi)     |
| Jefferson Parish  | Orleans Parish    |                                  |

Das Parish wird seit 2023 vom Office of Management and Budget zu statistischen Zwecken als Slidell–Mandeville–Covington, LA Metropolitan Statistical Area geführt.

## Geschichte
St. Tammany Parish wurde 1810 aus Teilen des Westflorida-Territoriums gebildet. Benannt wurde es nach Tamanend (1628–1698), Häuptling der Lenni Lenape.
39 Bauwerke und Stätten des Parish sind im National Register of Historic Places eingetragen (Stand 10. November 2017).

## Demografische Daten
im Saint Tammany Parish, gelistet im NRHP mit der Nr. 06000323

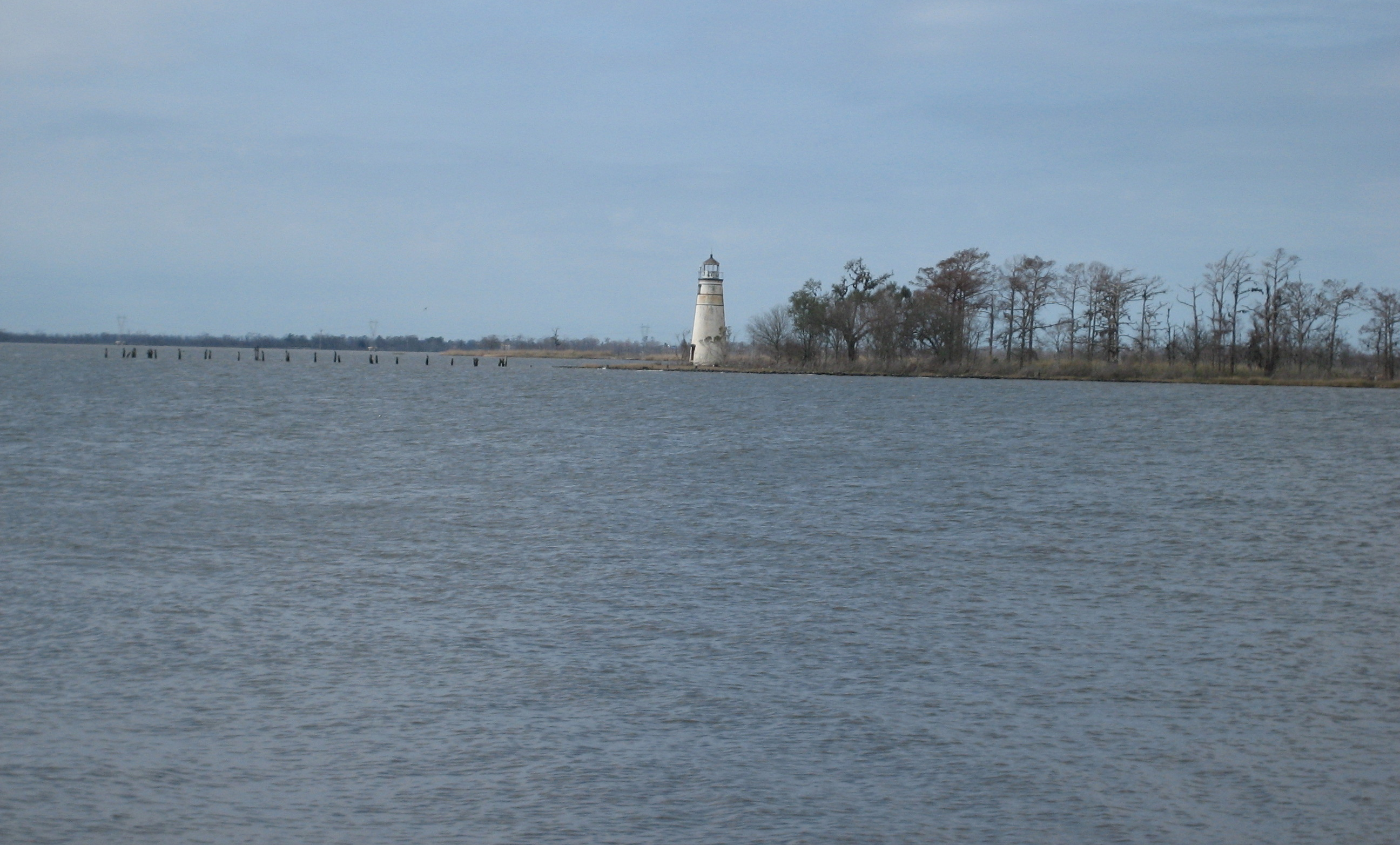
Lake Pontchartrain bei Madisonville

Nach der Volkszählung im Jahr 2000 lebten im St. Tammany Parish 191.268 Menschen in 69.253 Haushalten und 52.701 Familien. Die Bevölkerungsdichte betrug 86 Einwohner pro Quadratkilometer. Ethnisch betrachtet setzte sich die Bevölkerung zusammen aus 87,03 Prozent Weißen, 9,90 Prozent Afroamerikanern, 0,43 Prozent amerikanischen Ureinwohnern, 0,74 Prozent Asiaten, 0,03 Prozent Bewohnern aus dem pazifischen Inselraum und 0,61 Prozent aus anderen ethnischen Gruppen; 1,26 Prozent stammten von zwei oder mehr Ethnien ab. 2,48 Prozent der Bevölkerung waren spanischer oder lateinamerikanischer Abstammung, die verschiedenen der genannten Gruppen angehörten.
Von den 69.253 Haushalten hatten 39,3 Prozent Kinder und Jugendliche unter 18 Jahre, die bei ihnen lebten. 61,4 Prozent waren verheiratete, zusammenlebende Paare, 11,0 Prozent waren allein erziehende Mütter, 23,9 Prozent waren keine Familien, 19,7 Prozent waren Singlehaushalte und in 6,7 Prozent lebten Menschen im Alter von 65 Jahren oder darüber. Die Durchschnittshaushaltsgröße betrug 2,73 und die durchschnittliche Familiengröße lag bei 3,15 Personen.
Auf das gesamte Parish bezogen setzte sich die Bevölkerung zusammen aus 28,4 Prozent Einwohnern unter 18 Jahren, 7,3 Prozent zwischen 18 und 24 Jahren, 29,9 Prozent zwischen 25 und 44 Jahren, 24,3 Prozent zwischen 45 und 64 Jahren und 10,0 Prozent waren 65 Jahre alt oder darüber. Das Durchschnittsalter betrug 36 Jahre. Auf 100 weibliche kamen statistisch 96,1 männliche Personen. Auf 100 Frauen im Alter von 18 Jahren oder darüber kamen 92,4 Männer.
Das jährliche Durchschnittseinkommen eines Haushalts betrug 47.883 USD, das Durchschnittseinkommen der Familien betrug 55.346 USD. Männer hatten ein Durchschnittseinkommen von 41.876 USD, Frauen 25.996 USD. Das Prokopfeinkommen betrug 22.514 USD. 7,6 Prozent der Familien 9,7 Prozent der Bevölkerung lebten unterhalb der Armutsgrenze. Davon waren 11,8 Prozent Kinder oder Jugendliche unter 18 Jahre und 10,1 Prozent waren Menschen über 65 Jahre.

## Orte im Parish
- Abita Springs
- Alton
- Amos
- Big Branch
- Blond
- Bonfouca
- Bush
- Chinchuba
- Claiborne Hill
- Colt
- Covington
- Eden Isle
- Florenville
- Folsom
- Goodbee
- Haaswood
- Hickory
- Houltonville
- Howze Beach
- Lacombe
- Lewisburg
- Madisonville
- Mandeville
- Maude
- McClane City
- Morgan Bluff
- North Shore
- North Shore Beach
- North Side
- North Slidell
- Oaklawn
- Pearl River
- Saint Benedict
- Saint Joe
- Saint Tammany
- Slidell
- Sun
- Talisheek
- Waldheim
- White Kitchen